# Georg Mayr
Georg Mayr, né en 1564 à Rain en Souabe (duché de Palatinat-Neubourg) et décédé le 25 avril 1623 à Rome, est un prêtre jésuite allemand, érudit hébraïsant et helléniste.

## Biographie
Georg Mayr nait en 1564 à Rain, en Souabe. Les Institutions et les conseils du jésuite Bellarmin l’avaient incité à se livrer à l’étude de l’hébreu, et à y encourager ses confrères. C’est ce qu’il avait fait ; mais, pour en donner une plus ample connaissance, il supplée ce que les fonctions de cardinal n’avaient pas permis à Bellarmin d’entreprendre : ayant profité des remarques des doctes écrivains, et de ce que sa propre expérience lui apprend en professant l’hébreu à Ingolstadt, il compose ses Institutions de la langue hébraïque, qu’il dédie au cardinal Bellarmin ; elles joignent, à de grands détails sur les conjugaisons, la diction et la syntaxe, un exercice grammatical sur le livre de Jonas, où l’auteur applique ses préceptes et ses règles.
Théologien aussi orthodoxe, que zélateur studieux de l’étude de la langue sainte, il est consulté par les princes religieux. Il donne en même temps ses soins et les consolations de son ministère aux personnes de toutes les conditions, qu’il catéchise et visite dans la ville d’Augsbourg, où il se consacre à l’instruction depuis vingt-quatre années. Après s’être occupé de traduire en hébreu le latin du Nouveau Testament, il part pour Rome, afin de revoir son maître à penser. Il y meurt le 25 août 1623.

## Écrits
Outre ses Institutiones linguæ hebraicæ (Augsbourg, 1616 ; Lyon, 1622, 1629, 1652, 1659, in-80. ; Ingolstadt, 1624, in-12 ; Tubingen, 1693, in-8°), on lui doit plusieurs traductions estimées, soit en grec, soit en hébreu, savoir :
- Evangelia et Epistolæ quæ dominicis et festis diebus legi solent, mis en grec, sans nom d’auteur, avec le texte latin, Ingolstadt, 1610, in-12.
- Petri Canisii Catechismus, en grec et en hébreu, ibid., 1620, in- 12. — Le même, avec figures, réuni à celui de Bellarmin (en italien); à celui de Ripalda (en espagnol), et aux divers catéchismes, français, anglais et allemand.
- Vita beati Ignatii, mise en grec d’après la traduction faite, de l’espagnol en latin, par Gaspar Quartemont, Augsbourg, 1616, in-12. — La même Vie, en cent figures, dédiée au duc de Bavière, Augsbourg, 1622.
- Thomas à Kempis de Imitatione Christi, latino-græcus, interprete Georgio Mayr, Augsbourg, 1615 ; Cologne, 1630, in-12. Le texte latin en regard est celui du jésuite Sommalius. — Une version grecque, anonyme et sans date, imprimée à Poitiers, avec le même texte, a passé pour différente et n’est que la copie de celle de George Mayr: elle reproduit jusqu’aux fautes, soit du grec soit du latin, corrigées dans l’errata de l’édition d’Augsbourg. On y a seulement fait quelques changements dans les premiers chapitres, pour masquer la contrefaçon. L’adjonction du nom de Sommalius au texte latin, a fait conclure, par Johann Albert Fabricius, que l’éditeur même était le traducteur, tandis que dans le Catalogue des livres de Dincourt d’Hangart, on attribue la version grecque anonyme, non à Sommalius, mais à Théodore Gaza, qui lui est antérieur de cent ans.